# John Butler Smith

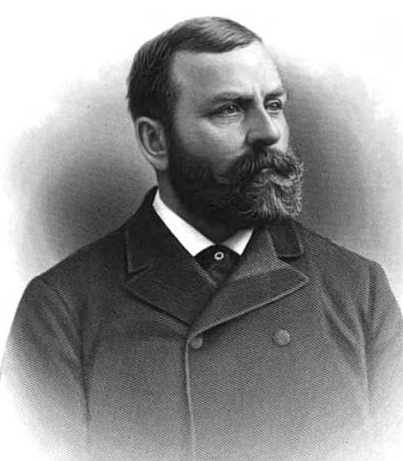
John Butler Smith

John Butler Smith (* 12. April 1838 in Saxtons River, Windham County, Vermont; † 10. August 1914 in Hillsborough, New Hampshire) war ein US-amerikanischer Politiker und von 1893 bis 1895 Gouverneur des Bundesstaates New Hampshire.

## Frühe Jahre und politischer Aufstieg
John Smith besuchte die Francestown Academy und die öffentlichen Schulen in Hillsborough. Danach begann er eine erfolgreiche geschäftliche Laufbahn. Er war Eigentümer der Contoocook Mills Company und war im Immobilien- sowie im Bankgeschäft tätig. Smith war Mitglied der Republikanischen Partei. Im Jahr 1884 war er Wahlmann bei den Präsidentschaftswahlen und zwischen 1887 und 1889 war er Mitglied im Beraterstab des Gouverneurs. 1890 wurde er Vorsitzender seiner Partei in New Hampshire.

## Gouverneur von New Hampshire
Im Jahr 1892 wurde John Smith zum Gouverneur seines Staates gewählt. Er trat seine zweijährige Amtszeit am 3. Januar 1893 an. In seiner Regierungszeit berief er einige seiner Parteifreunde in den Arbeits- bzw. den Forstausschuss des Staates. Nach einem Feuer in der Nervenheilanstalt in Dover, bei dem 42 Personen ums Leben kamen, wurden diese Anstalten direkt der Staatsregierung unterstellt, um eine bessere Kontrolle zu gewährleisten. Bis dahin hatten die Countys die Aufsicht über diese Anstalten.

## Weiterer Lebenslauf
Nach dem Ende seiner Gouverneurszeit zog sich Smith aus der Politik zurück. Er widmete sich bis zu seinem Tod im Jahr 1914 seinen geschäftlichen Interessen. Mit seiner Frau Emma Lavender hatte er drei Kinder.